# Laguna de Suesca
Laguna de Suesca är en sjö i Colombia.   Den ligger i departementet Cundinamarca, i den centrala delen av landet, 70 km nordost om huvudstaden Bogotá. Laguna de Suesca ligger 2 846 meter över havet. Arean är 2,0 kvadratkilometer. Trakten runt Laguna de Suesca består i huvudsak av gräsmarker. Den sträcker sig 3,0 kilometer i nord-sydlig riktning, och 3,3 kilometer i öst-västlig riktning.